# Eucalyptus drummondii
Eucalyptus drummondii är en myrtenväxtart som beskrevs av George Bentham. Eucalyptus drummondii ingår i släktet Eucalyptus och familjen myrtenväxter. Inga underarter finns listade i Catalogue of Life.